# كورنثيا باب إفريقيا (فندق)

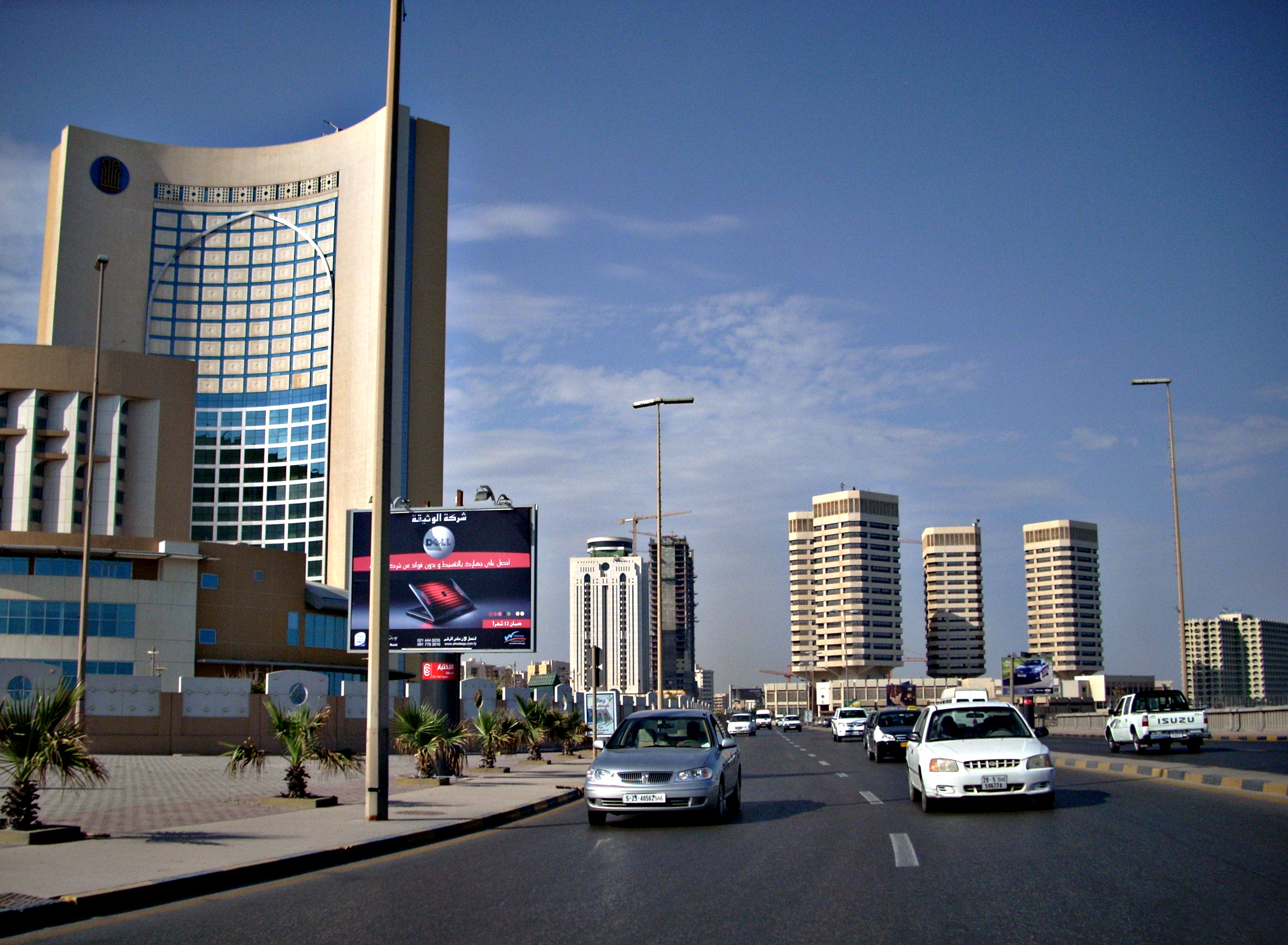
مبنى كورنثيا باب أفريقيا الأول على اليسار

كورنثيا باب أفريقيا فندق فاخر ووجهة سياحية مهمة في مدينة طرابلس عاصمة ليبيا، يتبع الفندق لمجموعة فنادق كورنثيا الدولية، وتم افتتاحه سنة 2003، وهو يقع على الشريط البحري لمنطقة الأعمال الحديثة في وسط طرابلس.